# Ai (Sängerin)

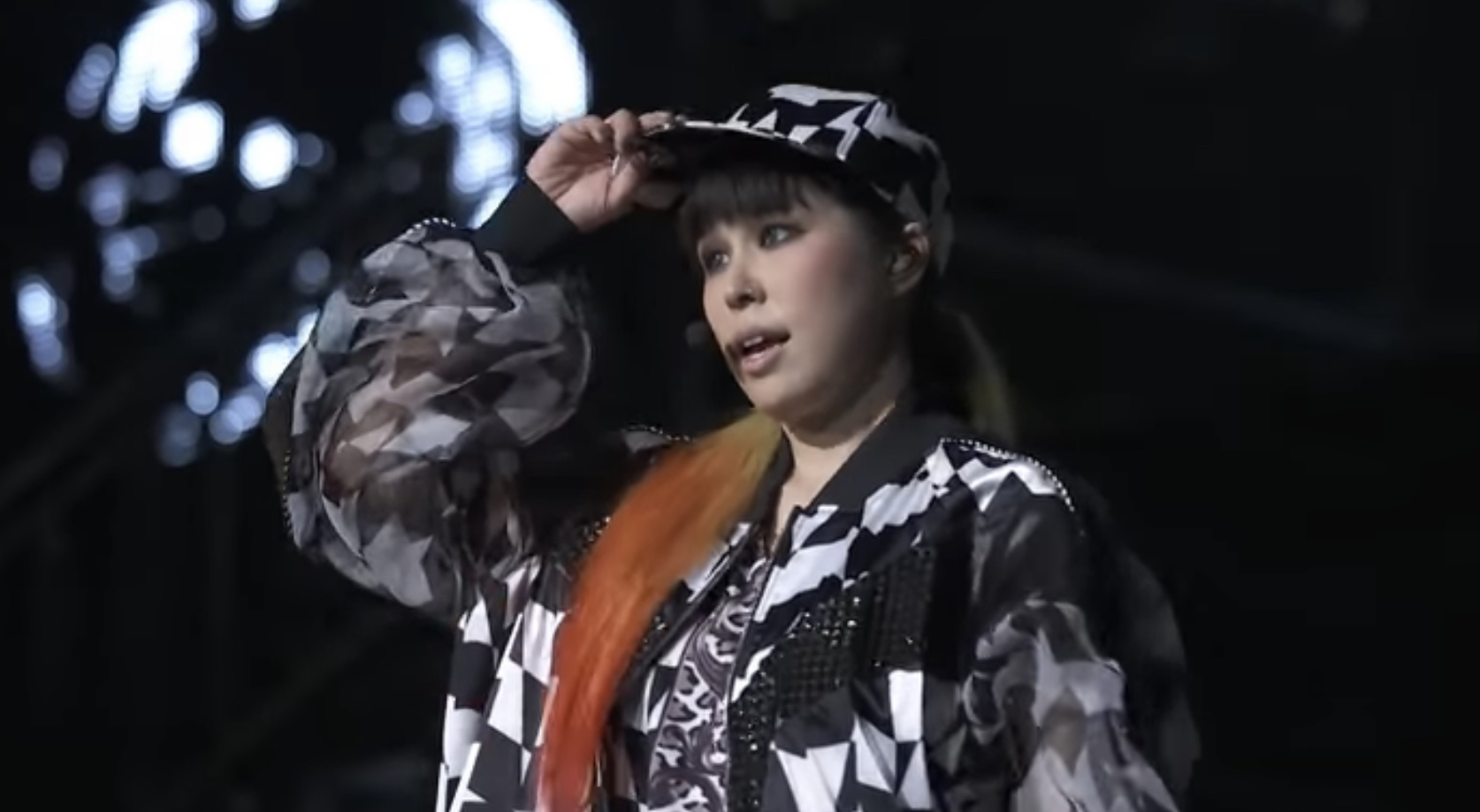
Ai Carina Uemura (2016)

AI (eigentlicher Name: Ai Carina Uemura, 植村 愛 カリーナ, Uemura Ai Carina; * 2. November 1981 in Los Angeles, USA) ist eine japanische Sängerin.
Die Tochter eines japanischen Vaters und einer japanisch-italienischen Mutter pendelte wegen der beruflichen Aktivitäten ihres Vaters zwischen Los Angeles und Japan. Sie trat als Tänzerin in Janet Jacksons Musik-Video Go Deep auf. Beim Label BMG veröffentlichte sie ihre ersten drei Singles und ein Album. 2003 nahm das Hip-Hop-Label Def Jam Japan sie als ersten weiblichen Künstler unter Vertrag. Am 7. Juli 2007 trat AI beim Live-Earth-Konzert in Chiba auf.
Mit einigen Künstlern arbeitete sie an einzelnen Titeln zusammen und unterstützte diese meist durch ihren Rap-Gesang, so zum Beispiel Anna Tsuchiya (Crazy World), Namie Amuro (Wonder Woman) und Suite Chic (Uh Uh).

## Leben
Am 6. März 2013 kündigte Ai an, dass sie mit Hiro, dem Bandleader der japanischen Rockband Kaikigesshoku, eine Verlobung gegeben hat. Sie sind seit zehn Jahren zusammen und planen im selben Jahr noch zu heiraten. Am 1. April 2015 verkündete sie ihre Schwangerschaft und dass sie bereits geheiratet habe, sie war zu diesem Zeitpunkt im fünften Monat schwanger gewesen.

## Diskografie

### Studioalben
| Jahr | Titel                                    | Höchstplatzierung, Gesamtwochen, AuszeichnungChartsChartplatzierungen (Jahr, Titel, Platzierungen, Wochen, Auszeichnungen, Anmerkungen) | Anmerkungen                                                         |
| Jahr | Titel                                    | JP | Anmerkungen                                                         |
| ---- | ---------------------------------------- | --- | ------------------------------------------------------------------- |
| 2001 | My Name Is AI                            | JP86 (1 Wo.)JP | Erstveröffentlichung: 2. November 2001 Verkäufe JP: + 3.110 (Japan) |
| 2003 | Original A.I.                            | JP15 (14 Wo.)JP | Erstveröffentlichung: 23. Juli 2003 Verkäufe JP: + 59.673           |
| 2004 | 2004 A.I.                                | JP3 Gold · (17 Wo.)JP | Erstveröffentlichung: 16. Juni 2004 Verkäufe JP: + 112.664          |
| 2005 | Mic-A-Holic A.I.                         | JP4 ×2Doppelplatin · (71 Wo.)JP | Erstveröffentlichung: 6. Juli 2005 Verkäufe JP: + 466.763           |
| 2006 | What’s Goin’ On A.I.                     | JP2 Platin · (17 Wo.)JP | Erstveröffentlichung: 27. September 2006 Verkäufe JP: + 218.200     |
| 2007 | Don’t Stop A.I.                          | JP4 Gold · (12 Wo.)JP | Erstveröffentlichung: 5. Dezember 2007 Verkäufe JP: + 108.150       |
| 2009 | Viva A.I.                                | JP10 (10 Wo.)JP | Erstveröffentlichung: 4. März 2009 Verkäufe JP: + 37.044            |
| 2010 | The Last A.I.                            | JP14 (8 Wo.)JP | Erstveröffentlichung: 1. Dezember 2010 Verkäufe JP: + 27.636        |
| 2012 | Independent                              | JP2 Gold · (33 Wo.)JP | Erstveröffentlichung: 22. Februar 2012 Verkäufe JP: + 71.176        |
| 2013 | Moriagaro                                | JP5 (17 Wo.)JP | Erstveröffentlichung: 17. Juli 2013 Verkäufe JP: + 48.575           |
| 2017 | Wa to Yō (和と洋) Japanisch vs. westlich | JP11 (13 Wo.)JP | Erstveröffentlichung: 7. Juni 2017 Verkäufe JP: + 11.681            |
| 2022 | Dream                                    | JP12 (18 Wo.)JP | Erstveröffentlichung: 23. Februar 2022 Verkäufe JP: + 8.070         |
| 2023 | Respect All                              | JP17 (9 Wo.)JP | Erstveröffentlichung: 23. August 2023                               |

### Weitere Alben
| Jahr | Titel                                                                                             | Höchstplatzierung, Gesamtwochen, AuszeichnungChartsChartplatzierungen (Jahr, Titel, Platzierungen, Wochen, Auszeichnungen, Anmerkungen) | Anmerkungen                                                     |
| Jahr | Titel                                                                                             | JP | Anmerkungen                                                     |
| ---- | ------------------------------------------------------------------------------------------------- | --- | --------------------------------------------------------------- |
| 2004 | Rhythm and Babe                                                                                   | — | Erstveröffentlichung: 3. März 2004 Verkäufe JP: + 1.891         |
| 2004 | Flashback to A.I.                                                                                 | JP55 (6 Wo.)JP | Erstveröffentlichung: 8. September 2004 Verkäufe JP: + 12.296   |
| 2004 | Feat. A.I.                                                                                        | JP33 (14 Wo.)JP | Erstveröffentlichung: 1. Dezember 2004 Verkäufe JP: + 12.296    |
| 2007 | Live A.I.                                                                                         | JP14 (11 Wo.)JP | Erstveröffentlichung: 7. März 2007 Verkäufe JP: + 39.249        |
| 2009 | Best A.I.                                                                                         | JP1 Platin · (42 Wo.)JP | Erstveröffentlichung: 16. September 2009 Verkäufe JP: + 250.050 |
| 2016 | The Best                                                                                          | JP3 Gold · (118 Wo.)JP | Erstveröffentlichung: 4. Mai 2016 Verkäufe JP: + 155.348        |
| 2016 | The Feat Best                                                                                     | JP28 (9 Wo.)JP | Erstveröffentlichung: 2. November 2016 Verkäufe JP: + 7.461     |
| 2018 | Side by Side                                                                                      | — | Erstveröffentlichung: 25. März 2018                             |
| 2019 | Kansha!!!!! Thank You for 20 Years New & Best (感謝!!!!! Thank you for 20 years New & Best) Danke | JP29 (9 Wo.)JP | Erstveröffentlichung: 6. November 2019 Verkäufe JP: + 5.659     |
| 2020 | It’s All Me, Vol. 1                                                                               | JP18 (4 Wo.)JP | Erstveröffentlichung: 8. Juli 2020 Verkäufe JP: + 1.900         |
| 2021 | It’s All Me, Vol. 2                                                                               | JP47 (2 Wo.)JP | Erstveröffentlichung: 24. Februar 2021                          |

### Singles
| Jahr | Titel Album | Höchstplatzierung, Gesamtwochen, AuszeichnungChartsChartplatzierungen (Jahr, Titel, Album, Platzierungen, Wochen, Auszeichnungen, Anmerkungen) | Anmerkungen |
| Jahr | Titel Album | JP | Anmerkungen |
| ---- | --- | --- | --- |
| 2000 | Cry, Just Cry My Name Is Ai                                                                                                | — | Erstveröffentlichung: 22. November 2000                                                                                       |
| 2001 | U Can Do My Name Is Ai | — | Erstveröffentlichung: 23. Mai 2001                                                                                            |
| 2001 | Shining Star My Name Is Ai                                                                                                 | — | Erstveröffentlichung: 5. September 2001 Verkäufe JP: + 2.100                                                                  |
| 2003 | Saishū Senkoku (最終宣告) Der letzte Satz Original Ai                                                                      | JP27 (10 Wo.)JP | Erstveröffentlichung: 29. Januar 2003 Verkäufe JP: + 20.002                                                                   |
| 2003 | Thank U Original Ai | JP37 (4 Wo.)JP | Erstveröffentlichung: 25. Juni 2003 Verkäufe JP: + 11.127                                                                     |
| 2003 | My Friend / Senjō no Merry Christmas (My friend / 戦場のメリークリスマス) Schlachtfeld des frohen Weihnachtens Original Ai | JP35 (10 Wo.)JP | Erstveröffentlichung: 15. Oktober 2003 Verkäufe JP: + 12.602                                                                  |
| 2004 | After the Rain 2004 Ai | JP32 (7 Wo.)JP | Erstveröffentlichung: 3. März 2004 Verkäufe JP: + 16.872                                                                      |
| 2004 | E.O. 2004 Ai | JP23 (6 Wo.)JP | Erstveröffentlichung: 12. Mai 2004 Verkäufe JP: + 15.011                                                                      |
| 2004 | Watch Out! feat. Afra + Tucker 2004 Ai                                                                                     | — | Erstveröffentlichung: 4. August 2004 Verkäufe JP: + 5.176                                                                     |
| 2005 | 365 feat. Deli Mic-a-holic Ai                                                                                              | JP20 (7 Wo.)JP | Erstveröffentlichung: 9. Februar 2005 Verkäufe JP: + 16.740                                                                   |
| 2005 | Crayon Beats – | JP40 (4 Wo.)JP | Erstveröffentlichung: 20. April 2005 Verkäufe JP: + 5.596                                                                     |
| 2005 | Story Mic-a-holic Ai | JP8 ×2Gold + Doppeldiamant (Digital) · (73 Wo.)JP                                                                                              | Erstveröffentlichung: 18. Mai 2005 · Verkäufe JP: + 276.464 · + JP: ×3Dreifachdiamant (Klingelton) , + JP: Platin (Streaming) |
| 2006 | Believe What’s Goin’ On Ai                                                                                                 | JP2 Gold + Gold (Mobile Downloads) · (16 Wo.)JP                                                                                                | Erstveröffentlichung: 19. April 2006 · Verkäufe JP: + 116.672 · + JP: Diamant (Klingelton)                                    |
| 2006 | I Wanna Know What’s Goin’ On Ai                                                                                            | JP9 (7 Wo.)JP | Erstveröffentlichung: 6. September 2006 Verkäufe JP: + 23.200                                                                 |
| 2007 | Brand New Day Don’t Stop Ai                                                                                                | — | Erstveröffentlichung: 28. März 2007                                                                                           |
| 2007 | I’ll Remember You Don’t Stop Ai                                                                                            | JP13 Gold + Gold (Mobile Downloads) · (6 Wo.)JP                                                                                                | Erstveröffentlichung: 18. Juli 2007 Verkäufe JP: + 21.016                                                                     |
| 2007 | One Don’t Stop Ai | JP18 (9 Wo.)JP | Erstveröffentlichung: 7. November 2007 Verkäufe JP: + 23.297                                                                  |
| 2008 | Taisetsuna Mono (大切なもの) Kostbarer Schatz Don’t Stop Ai                                                                | JP22 Gold (Digital) + Gold (Mobile Downloads) · (3 Wo.)JP                                                                                      | Erstveröffentlichung: 4. Juni 2008 Verkäufe JP: + 6.643; Anna Tsuchiya feat. Ai                                               |
| 2008 | Okuribito / So Special: Version AI (おくりびと / So Special -Version AI-) Abflüge Viva Ai                                  | JP15 (6 Wo.)JP | Erstveröffentlichung: 10. September 2008 Verkäufe JP: + 13.162                                                                |
| 2009 | You Are My Star Viva Ai | JP36 (3 Wo.)JP | Erstveröffentlichung: 4. Februar 2009 Verkäufe JP: + 4.923                                                                    |
| 2010 | Fake feat. Namie Amuro The Last Ai                                                                                         | JP8 Gold (Mobile Downloads) · (6 Wo.)JP | Erstveröffentlichung: 31. März 2010 Verkäufe JP: + 16.110                                                                     |
| 2010 | Still… feat. AK-69 The Last Ai                                                                                             | JP15 (5 Wo.)JP | Erstveröffentlichung: 30. Juni 2010 Verkäufe JP: + 8.235                                                                      |
| 2010 | For My Sister: Japanese Version The Last Ai                                                                                | — | Erstveröffentlichung: 14. Juli 2010 feat. Judith Hill                                                                         |
| 2010 | Nemurenai Machi (眠れない街) Schlaflose Stadt The Last Ai                                                                  | JP60 (3 Wo.)JP | Erstveröffentlichung: 25. August 2010 Verkäufe JP: + 2.555                                                                    |
| 2010 | Stronger feat. Miliyah Katō The Last Ai                                                                                    | JP26 (4 Wo.)JP | Erstveröffentlichung: 27. Oktober 2010 Verkäufe JP: + 6.783                                                                   |
| 2011 | Letter in the Sky Independent                                                                                              | — | Erstveröffentlichung: 10. Oktober 2011 feat. The Jacksons                                                                     |
| 2011 | Happiness (ハピネス) Independent                                                                                           | JP14 ×2Doppelplatin (Download) + Platin (Mobile Downloads) · (17 Wo.)JP                                                                        | Erstveröffentlichung: 14. Dezember 2011 · Verkäufe JP: + 27.713 · + JP: Gold (Streaming)                                      |
| 2012 | One Love Independent | — | Erstveröffentlichung: 4. Januar 2012                                                                                          |
| 2012 | Utsukushiki Mono (ウツクシキモノ) Independent                                                                              | — | Erstveröffentlichung: 4. Januar 2012                                                                                          |
| 2012 | Beautiful Life Independent                                                                                                 | — | Erstveröffentlichung: 11. April 2012                                                                                          |
| 2012 | Happiness (Reggae Summer Remix by Mighty Crown) (ハピネス) Independent                                                     | — | Erstveröffentlichung: 6. Juni 2012                                                                                            |
| 2012 | One Love (Live in Budokan 2012) Independent                                                                                | — | Erstveröffentlichung: 3. Oktober 2012                                                                                         |
| 2012 | Happiness: Smile Version (ハピネス) Independent                                                                            | — | Erstveröffentlichung: 7. November 2012                                                                                        |
| 2012 | Happiness: Smile Version (Coca-Cola CM Edit) (ハピネス) Independent                                                        | — | Erstveröffentlichung: 5. Dezember 2012                                                                                        |
| 2013 | Voice Moriagaro | JP13 Platin (Digital) · (13 Wo.)JP | Erstveröffentlichung: 13. Februar 2013 Verkäufe JP: + 26.177                                                                  |
| 2013 | Mama e (ママへ) Moriagaro                                                                                                  | JP— Gold (Digital)JP | Erstveröffentlichung: 12. April 2013                                                                                          |
| 2013 | After the Storm Moriagaro                                                                                                  | — | Erstveröffentlichung: 31. Mai 2013 feat. Che’Nelle                                                                            |
| 2013 | Sogood Moriagaro | — | Erstveröffentlichung: 26. Juni 2013                                                                                           |
| 2013 | Come Together: Wasurenaide (忘れないで) –                                                                                  | — | Erstveröffentlichung: 21. August 2013                                                                                         |
| 2013 | Happiness – Ageyō Version (ハピネス – あげようバージョン) Independent                                                      | — | Erstveröffentlichung: 6. November 2013                                                                                        |
| 2014 | Story (English Version) Big Hero 6 (Original Motion Picture Soundtrack)                                                    | — | Erstveröffentlichung: 22. Oktober 2014                                                                                        |
| 2016 | Minna ga Minna Au (みんながみんな英雄) The Best                                                                            | JP— Gold (Digital Full Version) + Platin (Digital)JP                                                                                           | Erstveröffentlichung: 5. Januar 2016                                                                                          |
| 2016 | I’m the Champion Wa to Yō                                                                                                  | — | Erstveröffentlichung: 17. September 2016                                                                                      |
| 2016 | Miracle (ミラクル) / I’m the Champion Wa to Yō                                                                             | — | Erstveröffentlichung: 11. Oktober 2016                                                                                        |
| 2016 | Happy Christmas / Heiwa / Miracle (ハッピークリスマス / Heiwa / ミラクル) Wa to Yō                                         | JP55 (4 Wo.)JP | Erstveröffentlichung: 2. November 2016 Verkäufe JP: + 2.530                                                                   |
| 2017 | Saigo wa Kanarazu Seigi ga Katsu (最後は必ず正義が勝つ) –                                                                  | — | Erstveröffentlichung: 9. Mai 2017                                                                                             |
| 2017 | Kira Kira (キラキラ) Wa to Yō                                                                                              | — | Erstveröffentlichung: 1. August 2017 feat. Kanna                                                                              |
| 2019 | Summer Magic It’s All Me, Vol. 1                                                                                           | — | Erstveröffentlichung: 17. Mai 2019                                                                                            |
| 2019 | Summer Magic (Japanese Version) It’s All Me, Vol. 1                                                                        | — | Erstveröffentlichung: 17. Mai 2019                                                                                            |
| 2019 | You Never Know It’s All Me, Vol. 1                                                                                         | — | Erstveröffentlichung: 9. August 2019 feat. MJ116                                                                              |
| 2019 | Baby You Can Cry Kansha!!!!! – Thank You for 20 Years New and Best                                                         | — | Erstveröffentlichung: 17. Mai 2019                                                                                            |
| 2020 | I’m Coming Home (僕らを待つ場所) It’s All Me, Vol. 1                                                                       | — | Erstveröffentlichung: 14. Januar 2020                                                                                         |
| 2020 | Good as Gold It’s All Me, Vol. 1                                                                                           | — | Erstveröffentlichung: 23. März 2020                                                                                           |
| 2020 | Gift (ギフト) Gifuto It’s All Me, Vol. 1                                                                                   | — | Erstveröffentlichung: 24. April 2020                                                                                          |
| 2020 | Not So Different It’s All Me, Vol. 2                                                                                       | — | Erstveröffentlichung: 25. November 2020 Solo oder feat. Awich                                                                 |
| 2021 | The Moment Dream | — | Erstveröffentlichung: 28. Juni 2021 feat. Yellow Bucks                                                                        |
| 2021 | In the Middle Dream | — | Erstveröffentlichung: 13. August 2021 feat. Daichi Miura                                                                      |
| 2021 | Aldebaran Dream | JP— Gold (Digital)JP | Erstveröffentlichung: 1. November 2021 Verkäufe JP: + 22.800                                                                  |
| 2022 | Start Again Respect All | — | Erstveröffentlichung: 3. Oktober 2022                                                                                         |
| 2023 | Respect All | — | Erstveröffentlichung: 22. Mai 2023                                                                                            |
| 2023 | Life Goes On Respect All                                                                                                   | — | Erstveröffentlichung: 3. August 2023                                                                                          |

Weitere Lieder
- 2011: Wonder Woman (JP: Platin (Digital))

### Videoalben
| Jahr | Titel                                                             | Höchstplatzierung, Gesamtwochen, AuszeichnungChartsChartplatzierungen (Jahr, Titel, Platzierungen, Wochen, Auszeichnungen, Anmerkungen) | Anmerkungen                                                 |
| Jahr | Titel                                                             | JP | Anmerkungen                                                 |
| ---- | ----------------------------------------------------------------- | --- | ----------------------------------------------------------- |
| 2005 | Machigainai                                                       | — | Erstveröffentlichung: 23. Februar 2005                      |
| 2006 | Mic-A-Holic A.I. Japan Tour ’05                                   | JP7 (9 Wo.)JP | Erstveröffentlichung: 18. Januar 2006 Verkäufe JP: + 19.503 |
| 2007 | Nippon Budokan A.I. (日本武道館 A.I.)                             | JP11 (7 Wo.)JP | Erstveröffentlichung: 28. März 2007 Verkäufe JP: + 15.042   |
| 2008 | Don’t Stop A.I. Japan Tour                                        | JP27 (3 Wo.)JP | Erstveröffentlichung: 26. November 2008                     |
| 2010 | Viva A.I. Japan Tour                                              | JP34 (3 Wo.)JP | Erstveröffentlichung: 30. Juni 2010                         |
| 2011 | „Densetsu Night“ at Nippon Budokan with Cho Special Guest Ozei!!! | JP55 (1 Wo.)JP | Erstveröffentlichung: 14. Dezember 2011                     |
| 2012 | „Independent“ Tour 2012: Live in Budokan                          | JP41 (2 Wo.)JP | Erstveröffentlichung: 5. Dezember 2012                      |
| 2014 | Moriagatchaimashita in Budokan (モリアガッチャイマシタin武道館)   | JP47 (2 Wo.)JP | Erstveröffentlichung: 26. März 2014                         |
| 2017 | The Best Tour                                                     | JP10 (3 Wo.)JP | Erstveröffentlichung: 7. Juni 2017                          |
| 2018 | Ai Tour Wa to Yō (Ai Tour 和と洋)                                 | JP28 (2 Wo.)JP | Erstveröffentlichung: 20. Juni 2018                         |

## Lieder
Geordnet nach Veröffentlichung
1. Cry, Just Cry
2. 24/7
3. Why U Trippin?
4. U Can Do
5. Never Love This Way
6. Shining Star
7. Once Again
8. Inori
9. Triangle
10. Protect You
11. Memory
12. Depend on Me
13. I Wish
14. Hold On
15. Show Off!!
16. My Destiny
17. Saishū Senkoku (最終宣告)
18. Thank U
19. Summer Time
20. Paradise
21. Girl’s Talk
22. 2Face
23. Koto no Oto (言ノ音)
24. Life
25. My Friend (マイ☆フレンド)
26. Senjō no Merry Christmas (戦場のメリークリスマス)
27. After the Rain
28. Mugen (無限)
29. E.O.
30. Alive
31. 100 %
32. Breathe
33. Say Yes, Say No
34. I’m Sorry
35. Listen to da Music
36. Dreaming of You
37. Queen
38. Crayon Beats
39. Summer Breeze
40. Story
41. Passion
42. If
43. Another Day
44. Once in a Lifetime
45. Party
46. Sha La La
47. California
48. Sunshine
49. Believe
50. No Way
51. I Wanna Know
52. Music
53. Go Find Your Way
54. We Gonna
55. Ooh
56. Mirai (未来)
57. Love Is…
58. Brand New Day
59. I’ll Remember You
60. One
61. Don’t Stop
62. It’s Show Time!!
63. Feel So Good
64. Move
65. My Sweet Home
66. Ima (イマ)
67. The Answer
68. Taisetsu na Mono (大切なもの)
69. Feel for You
70. Touch the Sky
71. Okurubito (おくりびと)
72. People in the World
73. You Are My Star
74. My Angel
75. Kimi to Ita Basho (君といた場所)
76. Fire!
77. Day Vacation
78. Nobody like You
79. Rose
80. All for You
81. Birthday Song
82. Family
83. Nemurenai Machi (眠れない街)
84. Happiness (ハピネス)
85. One Love
86. Utsukoshi Kimono (ウツクシキモノ)
87. Dance Together
88. Independent Woman
89. Unbalance (アンバランス)
90. Futuristic Lover
91. W/U (With You) (ウィズ・ユー)
92. Yume no Mukō (ユメノムコウ)
93. Beautiful Life
94. Voice
95. For You
96. Mama e (ママへ)
97. Sogood
98. Don’t Turn Me Off
99. Hanabi
100. My Place
101. Top of the World
102. Come Together: Wasurenaide (忘れないで)
103. Get Your Hands Up
104. Minna ga Minna Au (みんながみんな英雄)
105. Miracle (ミラクル)
106. I’m the Champion
107. Happy Christmas (ハッピークリスマス)
108. Heiwa
109. From Zero
110. Saigo wa Kanarazu Seigi ga Katsu (最後は必ず正義が勝つ)
111. Feel It
112. I Can Pretend
113. Gui Gui Nan (グイグイナン)
114. Home
115. It’s Gonna Be Alright
116. Music Is My Life
117. Sweet Nothing’s
118. The One You Need
119. Crazy Love
120. Saigo wa Kanarazu Seigi ga Katsu (最後は必ず正義が勝つ)
121. Run to the Sun
122. Little Hero
123. Summer Magic
124. Baby You Can Cry

- Cover

1. Killing Me Softly with His Song (original von Lauryn Hill)
2. Final Distance (original von Hikaru Utada)
3. Tsumi to Batsu (罪と罰) (original von Sheena Ringo)

- Zusammenarbeiten

1. One Last Kiss (mit Mao Denda)
2. Luv Song (mit Jin)
3. Shut Out (mit Diggy-Mo’ (Soul’d Out))
4. Last Words (mit Joe Budden)
5. Somebody’s Girl (mit Ken Hirai)
6. Uh Uh (mit Suite Chic)
7. 2Hot (mit Sphere of Influence)
8. Playboy (mit Dabo)
9. Rollin’ On Remix (mit Double)
10. Baby Shine (mit Heartdales)
11. My Friend L’Arpege Noir Mix (mit Double)
12. Voice of Love: Ue wo Muite Arukou (上を向いて歩こう) (als Teil von Voice of Love Posse)
13. Starstruck: „The Return of the LuvBytes“ (mit M-Flo, Emi Hinouchi, & Rum (Heartdales))
14. Angel (エンジェル) (mit Boy-Ken)
15. Watch Out! (mit Afra+Tucker)
16. Gold Digga (mit Michico)
17. Welcome 2 da Party (mit DJ Watarai und HI-D)
18. Hot Spot (mit Uzi)
19. No Generation Gap (mit DJ Watarai & HI-D)
20. Thuner Break Beats (mit Kaminari-Kazoku, Hab I Scream & Dabo)
21. Super Back-Champaign (Yes, Sir) (スーパーバックシャン) (mit Dabo)
22. Jonan Ondo (音頭) (mit Gicode)
23. Golden Mic (Remix) (mit Zeebra, Kashi da Handsome, Dohzi-T und Hannya)
24. Fatal Attraction (mit 51: Goichi)
25. Luv Ya (mit Sphere of Influence)
26. 365 (mit Deli)
27. Tell Me (mit Deli, Hannya und 565)
28. Too Much (mit Rain)
29. Beautiful (mit Trey Songz)
30. Holiday (mit DJ Masterkey und Chris)
31. Famous (mit Shaggy und Yalın)
32. Bitter Life (mit Giant Swing)
33. You Are a Performa (mit Trey Songz)
34. Get Up (mit Sphere of Influence)
35. Get Up: Remix (mit Sphere of Influence und Zeebra)
36. Crazy World (mit Anna Tsuchiya)
37. So Special (mit Exile Atsushi)
38. Do What U Gotta Do (mit Zeebra, Namie Amuro und Mummy-D)
39. Home Sweet Home (mit Gicode und Jamosa)
40. Broken Strings (mit James Morrison)
41. Scream (mit Jesse (from Rize))
42. Like a Bird (mit Corn Head)
43. Beat It (mit Afra)
44. Konya wa Birthday Bash (今夜はバースデーバッシュ) (mit Deli und Dabo)
45. Wavin’ Flag – Cola-Cola Celebration Mix (mit K’naan)
46. Fake (mit Namie Amuro)
47. Change the World (mit Rudeboyface)
48. Still… (mit AK-69)
49. For My Sister (mit Judith Hill)
50. This Love (mit Thelma Aoyama)
51. Stronger (mit Miliyah Katō)
52. Let It Go (mit Snoop Dogg)
53. Incomplete (mit Boyz II Men)
54. One More Try (mit Chaka Khan)
55. Through the Fire (mit Chaka Khan)
56. It’s Ok (mit Ak-69)
57. Love You Need You (mit The Bawdies)
58. Wonder Woman (mit Namie Amuro und Anna Tsuchiya)
59. O2 (mit Miho Fukuhara)
60. Blue (mit Zeebra)
61. Letter in the Sky (mit The Jacksons)
62. Movie (mit DJ Isso, Chinza Dopeness und L-Vokal)
63. My Friend (mit Yuri)
64. All You Need Is Love (als Teil von Japan United with Music; original von The Beatles)
65. You Are the Reason (mit Miho Fukuhara)
66. Born This Way (mit DJ PMX und Maccho (Ozrosaurus))
67. Never Let Me Down (mit AK-69)
68. Show It Off (mit DJ Lead und Jim Jones)
69. After the Storm (mit Che’Nelle)
70. Moriagaro (mit Jeremih)
71. My Baby (mit Lloyd)
72. Gotta Get Mine (mit Bridget Kelly)
73. Run Free (mit Miliyah Katō und Verbal)
74. No Music No Life (mit Jun.K)
75. Hope: Tokyo Tribe Anthem (mit Young Dais (N.C.B.B), Simon und Y'S)
76. Off Love (mit Sly & Robbie und Spicy Chocolate)
77. I’ll Be There with You (mit Miliyah Katō und Thelma Aoyama)
78. You Are Not Alone (mit Jin)
79. Be Brave (mit Exile Atsushi)
80. No More (mit Exile Atsushi)
81. One Day (mit Thelma Aoyama und Miliyah Katō)
82. Wa Interlude (mit Kodō und Jinmenusagi)
83. Wonderful World (mit Himekamki)
84. Welcome to My City (mit Junior Reid und Eric Bellinger)
85. Right Now (mit Chris Brown)
86. What I Want (mit Jinmenusagi)
87. Soul 2 Soul (mit Toshinobu Kubota)
88. Kira Kira (キラキラ) (mit Kanna)
89. You Never Know (mit MJ116)

- Übergänge

1. Born to Sing (Introduction)
2. Thank You Lord (Interlude)
3. Love (Interlude)
4. Intro (2004 A.I.)
5. L’Haleine des Corders (Interlude)
6. Ongakukiite (オンガクキイテ) (Interlude)
7. Just Listen (Interlude)
8. Airport (Interlude)
9. A Poem (Interlude)
10. Intro (What’s Going’ On A.I.)
11. What’s Going On Pt. 1
12. What’s Going On Pt. 2
13. Intro (Don’t Stop A.I.)
14. Interlude
15. Yo Interlude